# 地域保健法
地域保健法（ちいきほけんほう、昭和22年9月5日法律第101号）は、地域保健対策の推進に関する基本指針、保健所の設置その他地域保健対策の推進に関し基本となる事項を定めることにより、母子保健法（昭和40年法律第141号）その他の地域保健対策に関する法律による対策が地域において総合的に推進されることを確保し、地域住民の健康の保持および増進に寄与することに関する法律である。1947年の制定時は「保健所法」という題名であったが、1994年の改正で「地域保健法」となった。
1937年に保健所法(旧)が制定され、戦後の1947年に保健所法(新)が制定された。

## 構成
- 第一章 総則（第1条―第3条）
- 第二章 地域保健対策の推進に関する基本指針（第4条）
- 第三章 保健所（第5条―第17条）
- 第四章 市町村保健センター（第18条―第20条）
- 第五章 地域保健対策に係る人材の確保（第21条―第25条）
- 第六章 地域保健に関する調査及び研究並びに試験及び検査に関する措置（第26条・第27条）
- 第七章 罰則（第28条）
- 附則